# 宜城街道 (镇江市)
宜城街道是中华人民共和国江苏省鎮江市丹徒区下辖的一个街道办事处。
2013年9月22日，江苏省人民政府批复同意将谷阳镇的姚庄、诈输、驸马庄、缪家甸、光明、新城6个居委会和张巷、镇南、陆村、西麓、长山5个村委会从谷阳镇划出，设立宜城街道办事处，街道办事处驻丹徒区盛丹路6号。

## 行政区划
宜城街道下辖以下村级行政区划单位：
缪家甸社区、姚庄社区、诈输社区、驸马庄社区、光明社区、丹徒新城社区、长山村、西麓村、镇南村、陆村和张巷村。